# Zaggota
Zaggota (àrab زكوطة, Zaggūṭa; en amazic ⵣⴳⴳⵓⵟⴰ) és una comuna rural de la província de Sidi Kacem, a la regió de Rabat-Salé-Kenitra, al Marroc. Segons el cens de 2014 tenia una població total de 10.032 persones.